# Macropanax simplicifolius
Macropanax simplicifolius är en araliaväxtart som beskrevs av C.B.Shang. Macropanax simplicifolius ingår i släktet Macropanax och familjen Araliaceae. Inga underarter finns listade.